# Pablo Zuloaga
Pablo Zuloaga Martínez (Santander, 30 de abril de 1981) es un ingeniero y político español, secretario general del Partido Socialista de Cantabria-PSOE desde 2017 y portavoz del Grupo Socialista en el Parlamento de Cantabria desde julio de 2023.
Anteriormente, fue vicepresidente, portavoz y consejero de Universidades, Igualdad, Cultura y Deporte del Gobierno de Cantabria entre 2019 y 2021. Asimismo, ha sido delegado del Gobierno en Cantabria desde 2018 hasta 2019 y alcalde de Santa Cruz de Bezana entre 2015 y 2018.

## Biografía
Nacido en Santander (provincia de Santander, actual Cantabria), en 1981, cursó sus estudios superiores en diversas universidades y está en posesión de un grado en Ingeniería y Construcciones Civiles por la Universidad de Salamanca, un máster en Prevención de Riesgos Laborales por la Universidad de La Rioja y un máster en Comercio, Transporte y Comunicación Internacional por la Universidad de Cantabria. Asimismo es ingeniero técnico en obras públicas y construcciones por la Universidad de Cantabria.
Comenzó su etapa laboral en la empresa constructora y de gestión Ascán, en la cual fue adjunto al jefe de obra entre 2004 y 2007. De enero de 2007 a noviembre de 2011 ejerció como jefe de obra en la empresa Urman Proyectos y Obras.
El contacto con el servicio público comenzó en 2005 siendo responsable de obras y servicios públicos en el Ayuntamiento de Santa Cruz de Bezana, cargo que ocupó hasta 2007.
Entre 2011 y 2015 fue coordinador municipal en el Ayuntamiento de Val de San Vicente.
Después de las elecciones municipales de 2015 fue investido alcalde de Santa Cruz de Bezana el 13 de junio de 2015. Dos años después, en verano de 2017, fue elegido secretario general del Partido Socialista de Cantabria-PSOE después de la victoria en las primarias celebradas en el partido, en las que se enfrentó a Eva Díaz Tezanos. Zuloaga renunció a la alcaldía de Santa Cruz de Bezana el 20 de junio de 2018 tras ser nombrado por el presidente Pedro Sánchez como delegado del Gobierno en Cantabria.
El mayo de 2018, Zuloaga fue presentado oficialmente como el candidato socialista a la presidencia de Cantabria tras ganar las primarias de su partido. Ante la incompatibilidad legal existente entre un candidato a unas elecciones y un cargo público en ejercicio, tuvo que dejar su puesto como delegado del Gobierno en la región en abril de 2019.
El resultado en esas elecciones arrojó una subida de dos diputados para el PSOE de Cantabria, de cinco a siete, abriendo las posibilidades de entrar en el gobierno de la región. El 8 de julio de 2019 fue nombrado vicepresidente de Cantabria, portavoz del Gobierno regional y consejero de Universidades, Igualdad, Cultura y Deporte por Miguel Ángel Revilla tras un pacto de gobierno de coalición entre el PRC y el PSOE.
A pesar de mejorar los resultados en las elecciones autonómicas del 28 de mayo de 2023, el importante retroceso del PRC impidió continuar con el acuerdo de gobierno, siendo cesado el 7 de julio de 2023 de sus funciones.
En febrero de 2025 se presentó a la reelección al frente de la Secretaría General de los socialistas cántabros, siendo derrotado por el entonces diputado nacional Pedro Casares.